# 古鲁满汗站
古鲁满汗站是一个集通线上的铁路车站，位于内蒙古自治区巴林右旗幸福之路苏木，建于1995年，目前为五等站，邮政编码为025156。目前客运：办理旅客乘降；不办理行李、包裹托运；不办理货运营业。